# Ivana Miño
Ivana Miño (Ivana Judith Miño Moncunill) es una actriz española de cine, teatro y televisión.

## Biografía
Estudió en el Liceo Francés de Barcelona, donde descubrió su pasión por el baile y el teatro, aunque al terminar el colegio, ingresó en la Universidad de Biología hasta que se licenció, dejando de lado sus ganas de actuar. Mientras tanto, siguió tomando clases de danza y perfeccionando su dominio del inglés, habiendo obtenido el Proficiency a la edad de 17 años.
Durante algunos años combinó su trabajo como profesora de danza en varias escuelas con la de traductora científica de la Universidad de Barcelona. Después pasó una temporada en Londres, donde volvió a despertarse su interés por el mundo del teatro. Al regresar, se presentó a las pruebas de acceso de la escuela de arte dramático Nancy Tuñón de Barcelona, donde cursó los tres años de la carrera, que compaginó con su participación en cortometrajes, anuncios y obras de teatro de pequeño formato.,,
Al terminar en 2007, hizo su primera película en México, Guadalupe, compartiendo cartel con Angélica Aragón, José Carlos Ruiz y Pedro Armendáriz Jr. Justo después entró a formar parte de una serie de gran éxito de la televisión catalana, Ventdelpla, donde interpretó durante varias temporadas a Nicole, una granjera australiana. Fue su primer papel como extranjera. Al año siguiente, fue seleccionada para la obra de teatro Carta de una desconocida, de Stefan Zweig, dirigida por Fernando Bernués.
A partir de 2008, ha realizado varias películas de habla inglesa, trabajando de la mano de directores como Rodrigo Cortés (Buried), al lado de actores como Timothy Hutton (Reflections), Robert Englund (The night of the sinner) y Michael Ironside (Transgression).
Desde entonces, ha seguido formándose en diversos ámbitos artísticos como la lucha escénica (Rosa Nicolás), teatro de Shakespeare (Will Keen), teatro físico (Thomas Prattki), técnica Meisner (Javier Galitó) e investigación teatral (Andrés Lima y Sol Picó), entre otros.
También ha seguido alternando trabajos en cine, televisión, teatro, videoclips, alguna gran campaña publicitaria y danza. Desde 2012, colabora con la compañía de danza Les Filles Föllen, premio 2012 de Nuevos talentos de la Asociación de profesionales de la danza de Cataluña, con el espectáculo Escena simultánea, una colaboración en directo con Argentina.
En 2015 se convierte en presentadora del programa de TV3 Catalunya experience, en el que conduce a invitados por rincones de Cataluña.

## Trayectoria

### Cine
- " "W" Waratah (Pandemonium)" como Trey Swift, dir . Hector Morgan y Felix D Ax (Cataluña, España 2015)
- Veritas, la verdad como Laura, dir. Jesús Llungueres (Cataluña, 2013)
- La verdadera revolución como Sabina, dir. Pablo Sola, (España, 2012)
- Transgression como Tanya, dir. Enric Alberich (Italia-Canadá-España 2011)
- Bucle como recién casada, dir. Héctor Zerkovitz (España, 2010)
- Buried como Pamela Lutti, dir. Rodrigo Cortés (España, 2009)
- The night of the sinner como Rebecca, dir. Alessandro Perrella (Italia-España 2009)
- Siete pasos y medio como secretaria, dir. Lalo García (España 2008)
- Laura en la cama como Laura, dir. Daniel Sesé (España 2008)
- Reflections como Paz, dir. Brian Goeres (US-España 2008)
- Tel como chica, dir. Marc Giralt (España 2008)
- Guadalupe como Mercedes, dir. Santiago Parra (México-España 2007)
- A tooth for an eye como Melissa, dir. Eivind Holmboe (España 2007)
- A tangle of yarn como romantic girl, dir. Bruce Thomas (UK-España 2006)
- Imatges d'un réflex como ella, dir. Marius Rubió (España 2006)
- Claudia como Claudia, dir. Antonio Maldonado (España 2006)

### Televisión
- Catalunya experience (2015), presentadora
- Gran Nord, como Tanja (2012-2013)
- El Criminal, como Ileana (2011)
- Bandolera, como Lola (2011)
- Los misterios de Laura, como Malena (2010)
- Dirígeme, el rescate, como Laura (2009)
- Més dinamita, varios personajes (2009)
- Infidels, como Carlota Vallbona (2009)
- Vinagre, como amante (2008)
- Ventdelplà, como Nicole (2007-2008)
- El mundo de Chema, como secretaria (2007)
- Tirando a dar, como chica loca (2007)
- Porca misèria, como periodista (2007)
- El cor de la ciutat, varios personajes (2006)

### Teatro
- La vida es Calderón, adaptación de textos de Calderón de la Barca, dirigida por Francesc Cerro (2012)
- Blau de Chartres, de Noëlle Renaude, dirigida por Francesc Cerro (2010)
- Urbs, de Jesús Rodríguez Picó, dirigida por Frederic Miralda (2009)
- Carta d'una desconeguda, de Stefan Zweig, dirigida por Fernando Bernués (2007-2008)
- Volpone, de Ben Jonson, dirigida por Pep Pla (2006)
- Lost, de Roger Ribó, dirigida por Natividad Expósito (2005)